# حطام البحر
حطام البحر هي الطحالب البحرية المنفصلة والملقاة غالبًا بكميات كبيرة من البحر. ويمكن استخدامها كـ سماد, وكانت تستخدم في السابق لصنع عشب البحر. وتتكون في معظمها من أنواع من طحلب الفوقس (Fucus) — وهي طحالب بنية بسعف شريطية الشكل ومتفرعة، تتميز في الفوقس المنشاري بحواف ذات أسنان منشارية وفي الفوقس الحويصلي, نوع آخر شائع, بوجود قرب هوائية. وقد يكون هناك مكون آخر لحطام البحر وهو الغمرة (Zostera marina), المسماة بحشائش البحر، وهي نباتات مزهرة بحرية ذات أوراق خضراء طويلة مشرقة شبيهة بالحشائش.